# Kyselina prefenová
Kyselina prefenová, označovaná také jako prefenát, je meziprodukt biosyntézy aromatických aminokyselin fenylalaninu a tyrosinu, a řady sekundárních metabolitů, v šikimátové dráze.
Vytváří se [3,3]-sigmatropním Claisenovým přesmykem kyseliny chorismové.

## Stereochemie
Kyselina prefenová je nechirální molekula se dvěma pseudoasymetrickými (stereogenními ale ne chirotopními) centry, na C1 a C4 v cyklohexa-1,4-dienovém kruhu. Ze dvou možných diastereomerů
se v přírodě vyskytuje ten, který má karbonylovou a hydroxylovou skupinu navzájem v poloze cis.
Trans-izomer se obývá označován jako kyselina epiprefenová.